# Duolandrevus bicolor
Duolandrevus bicolor är en insektsart som beskrevs av Bhowmik 1981. Duolandrevus bicolor ingår i släktet Duolandrevus och familjen syrsor. Inga underarter finns listade i Catalogue of Life.